# Altea (nome)
Altea  è un nome proprio di persona italiano femminile.

## Varianti
Maschile: Alteo

## Origine e diffusione
Riprende il nome del personaggio mitologico omonimo. Il nome deriva da Althaea, forma latina del nome greco antico Αλθαια (Althaia), basata sul verbo greco ἀλθαίνω (althaino), cioè "guarire"; il significato quindi potrebbe essere "colei che guarisce", "colei che cura".
È usato nell'Italia centro-settentrionale ma maggiormente diffuso in Sardegna ed Emilia-Romagna.

## Onomastico
Altea è un nome adespota in quanto non esistono sante che lo portano. L'onomastico può essere festeggiato il 1º novembre per la festa di Ognissanti.

## Persone

### Variante Althea
- Althea Gibson, tennista statunitense

## Il nome nelle arti
- Altea di Vallenberg è un personaggio della serie a fumetti Diabolik.

## Toponimi
- 119 Althaea è un asteroide scoperto nel 1872, che prende il nome dal personaggio mitologico.